# Amine Harit
Amine Harit (Pontoise, Francia, 18 de junio de 1997) es un futbolista marroquí. Juega de centrocampista y su equipo es el Olympique de Marsella de la Ligue 1.

## Selección nacional

### Participaciones en Copas del Mundo
| Mundial      | Sede  | Resultado    | Partidos | Goles |
| ------------ | ----- | ------------ | -------- | ----- |
| Mundial 2018 | Rusia | Primera fase | 1        | 0     |

## Estadísticas

### Clubes
Actualizado al último partido disputado el 27 de octubre de 2024.
| Club                          | Div.          | Temporada     | Liga  | Liga  | Copas nacionales | Copas nacionales | Copas internacionales | Copas internacionales | Total | Total |
| Club                          | Div.          | Temporada     | Part. | Goles | Part.            | Goles            | Part.                 | Goles                 | Part. | Goles |
| ----------------------------- | ------------- | ------------- | ----- | ----- | ---------------- | ---------------- | --------------------- | --------------------- | ----- | ----- |
| F. C. Nantes II Francia       | 4.ª           | 2014-15       | 1     | 0     | ―                | ―                | ―                     | ―                     | 1     | 0     |
| F. C. Nantes II Francia       | 4.ª           | 2015-16       | 14    | 1     | ―                | ―                | ―                     | ―                     | 14    | 1     |
| F. C. Nantes II Francia       | Total club    | Total club    | 15    | 1     | 0                | 0                | 0                     | 0                     | 15    | 1     |
| F. C. Nantes Francia          | 1.ª           | 2016-17       | 30    | 1     | 4                | 0                | ―                     | ―                     | 34    | 1     |
| F. C. Nantes Francia          | Total club    | Total club    | 30    | 1     | 4                | 0                | 0                     | 0                     | 34    | 1     |
| F. C. Schalke 04 · Alemania   | 1.ª           | 2017-18       | 31    | 3     | 4                | 0                | ―                     | ―                     | 35    | 3     |
| F. C. Schalke 04 · Alemania   | 1.ª           | 2018-19       | 18    | 1     | 2                | 0                | 5                     | 0                     | 25    | 1     |
| F. C. Schalke 04 · Alemania   | 1.ª           | 2019-20       | 25    | 6     | 3                | 1                | ―                     | ―                     | 28    | 7     |
| F. C. Schalke 04 · Alemania   | 1.ª           | 2020-21       | 28    | 2     | 3                | 0                | ―                     | ―                     | 31    | 2     |
| F. C. Schalke 04 · Alemania   | Total club    | Total club    | 102   | 12    | 12               | 1                | 5                     | 0                     | 119   | 13    |
| Olympique de Marsella Francia | 1.ª           | 2021-22       | 23    | 4     | 2                | 1                | 9                     | 0                     | 34    | 5     |
| Olympique de Marsella Francia | 1.ª           | 2022-23       | 10    | 0     | 0                | 0                | 6                     | 1                     | 16    | 1     |
| Olympique de Marsella Francia | 1.ª           | 2023-24       | 28    | 1     | 0                | 0                | 16                    | 1                     | 44    | 2     |
| Olympique de Marsella Francia | 1.ª           | 2024-25       | 9     | 2     | 0                | 0                | —                     | —                     | 9     | 2     |
| Olympique de Marsella Francia | Total club    | Total club    | 70    | 7     | 2                | 1                | 31                    | 2                     | 103   | 10    |
| Total carrera                 | Total carrera | Total carrera | 217   | 21    | 18               | 2                | 36                    | 2                     | 271   | 25    |

## Palmarés

### Títulos internacionales
| Título                      | Club (*)       | País     | Año  |
| --------------------------- | -------------- | -------- | ---- |
| Campeonato de Europa Sub-19 | Francia sub-19 | Alemania | 2016 |

(*) Incluyendo la selección.

### Distinciones individuales
| Distinción                                                                  | Año  |
| --------------------------------------------------------------------------- | ---- |
| Parte del Equipo del Torneo del Campeonato de Europa Sub-19 de la UEFA 2016 | 2016 |
| MVP contra Irán en la Copa Mundial de Fútbol de 2018.                       | 2018 |